# Hans Boldt
Hans Boldt (* 5. Dezember 1930 in Breslau; † 11. Mai 2024 in Freiburg) war ein deutscher Staatsrechtler und Politikwissenschaftler.

## Leben
Boldt wurde nach einem Studium der Rechtswissenschaft 1965 an der Universität Heidelberg promoviert und habilitierte sich 1971 an der Universität Mannheim. 1977 war er Mitbegründer der Vereinigung für Verfassungsgeschichte. Von 1983 bis zu seiner Emeritierung 1996 war er Lehrstuhlinhaber für Politikwissenschaft an der Universität Düsseldorf. Von 1992 bis 1993 war er dort Gründungsbeauftragter und einer der ersten Dozenten der juristischen Fakultät.
Boldts Forschungsschwerpunkte waren die deutsche Verfassungsgeschichte, zu der er eine Einführung und ein zweibändiges Standardwerk verfasste sowie eine Quellensammlung herausgab, das Regierungssystem der Bundesrepublik Deutschland sowie die Staatslehre im Vormärz.
Nach seiner aktiven Zeit als Hochschullehrer lebte Boldt lange Jahre in Müllheim im Markgräflerland, in den letzten Jahren in Freiburg im Breisgau.

## Werke (Auswahl)
- Rechtsstaat und Ausnahmezustand. Eine Studie über den Belagerungszustand als Ausnahmezustand des bürgerlichen Rechtsstaates im 19. Jahrhundert. Duncker & Humblot, Berlin 1967 (= Schriften zur Verfassungsgeschichte, 6) (zugl. Diss., Univ. Heidelberg, 1965).
- Deutsche Staatslehre im Vormärz. Droste, Düsseldorf 1975 (= Beiträge zur Geschichte des Parlamentarismus und der politischen Parteien, 56) (zugl. Habil., Univ. Mannheim, 1970).
- Einführung in die Verfassungsgeschichte. Zwei Abhandlungen zu ihrer Methodik und Geschichte. Droste, Düsseldorf 1984, ISBN 3-7700-0909-6.
- Deutsche Verfassungsgeschichte,
  - Bd. 1: Von den Anfängen bis zum Ende des älteren deutschen Reiches 1806. dtv, München 1984, ISBN 3-423-04424-1;
  - Bd. 2: Von 1806 bis zur Gegenwart. dtv, München 1984, ISBN 3-423-04425-X.
- (Hrsg.): Reich und Länder. Texte zur deutschen Verfassungsgeschichte im 19. und 20. Jahrhundert, dtv, München 1987, ISBN 3-423-04443-8.
- Die Europäische Union. Geschichte, Struktur, Politik. BI-Taschenbuchverlag, Mannheim u. a. 1995, ISBN 3-411-10281-0.